# 田中親美
田中 親美（たなか しんび、1875年（明治8年）4月9日 - 1975年（昭和50年）11月24日）は、日本美術研究家、日本画家、書家、料紙製作者。
古絵巻・古筆の第一人者、古筆の鑑定・収集家としても知られている。

## 人と芸術
父は大和絵師の田中有美、母いとの長男として京都に生まれた。本名は茂太郎（しげたろう）。12歳で多田親愛に入門し書を学び、その勧めにより古筆の模写をはじめた。大口周魚にも知遇を得、周魚によって発見された「西本願寺本三十六人家集」の料紙の美しさに惹かれ、その複製制作を決意したという。
模写は書にとどまらず絵画にも及び、「紫式部日記絵巻」、「源氏物語絵巻」、「佐竹本三十六歌仙絵巻」、「西本願寺本三十六人家集」、「元永本古今和歌集」、「平家納経」、「久能寺経」等、平安朝美術を中心に文化財の摸本複製を成した。また古筆の名品を集めた「月影帖(つきかげじょう)」、手鑑「ひぐらし帖」、さらに「佐竹本三十六歌仙」を刊行し、平安朝美術の研究と普及、そして和様書道の発展に大きく寄与した。
100年の生涯で模写した古画・古筆の作品は3000点以上と言われ、その内容は絵巻・荘厳経・古筆を主とし、仏画・琳派にまで及ぶ。神業とも呼ばれた自在な筆致（料紙製作は分業したが書は全て自ら書いたと言われる）と平安朝の料紙製作技術の復元、形や色は勿論のこと剥落や滲みや擦れや筆の勢いまで再現する卓越した画力、そして多くの国宝級文化財の原本に（借り出して手元に置くなどして）保護が優先される現在では想像できないほど身近に長く接し神髄に触れた体験に基づく知見と博識で、明治以来の古筆鑑定の先覚者、第一人者と仰がれた。
古画・古筆以外の作品は少ないが、確認されているものでは徳川美術館本館の旧正面玄関壁面の葦手文様、護国寺の多宝塔内部円柱の仙画金銀五彩の紋様、弁慶橋の橋名板の揮毫などがある。
模写と研究を通じて多くの交友を持ち、特に、師匠であった多田親愛、友人であり支援者でもあった益田孝（鈍翁）、原富太郎（三溪）の三人への敬愛は深く、亡くなるまで枕元には三人の写真が飾られていたといわれる。一家に京都からの上京を促し支援者となった三条実美をはじめ、松方正義、田中光顕、森林太郎（鷗外、旧帝室博物館総長）、小林一三（逸翁）、団琢磨、大倉喜八郎、根津嘉一郎、藤原銀次郎、松永安左エ門（耳庵）、畠山一清（即翁）、高橋吉雄（箒庵）、徳川義親、五島慶太、吉川英治、横山大観らとの交友記録が残る。
晩年は後進の育成に熱心に取り組み、研究者や書家やその弟子達を定期的に自宅に招いて研究会を主宰し、自ら製作した作品や収集した古画・古筆に直接触れさせながら様々な議論を行なっていたという。研究会の参加者には飯嶋春敬、萩谷朴、植村和堂などがいる。この研究会は親美の没後も長男（重）、孫（順）によって引き継がれている。
1950年（昭和25年）文化財専門審議会委員に就任。1955年（昭和30年）紫綬褒章。1960年（昭和35年）日本芸術院恩賜賞受賞。1964年（昭和39年）勲四等旭日小綬章受章。
墓所は多磨霊園。

## 親族
長男は日本美術研究家の田中重（1938～2021）。次男田中高は、建築家（一級建築士）、ペンシルバニア大学大学院修了後、ルイス・I・カーンに師事、日本で宮田田中建築研究所主宰。
孫（田中重の長男）田中順は、元ソニー株式会社グループ戦略部門統括部長、元アニプレックス執行役員、元NBCユニバーサル・エンターテイメントジャパンDirectorなど。田中高の長女、田中さおは画家。